# Červar-Porat
 Červar-Porat  ( olaszul: Porto Cervara ) falu Horvátországban Isztria megyében. Közigazgatásilag Porečhez tartozik.

## Fekvése
Porečtől  6 km-re északra, az Isztriai-félsziget nyugati részén az azonos nevű öbölben fekszik. Az öböl két kisebb öbölrészre oszlik, melyek a Lunga és a Sveta Marina nevet viselik.

## Története
Területe már a történelem előtti időben is lakott volt, melyet egy közeli várhely is tanúsít. A római korban villagazdaságok álltak itt. Az öböl déli részén a Vesna Girardi Jurkić vezette ásatások során nagyméretű „villa rustica” épületegyüttesét tárták fel kerámiák kiégetéséhez használt kemencével és olajpréssel. A kemence az 1. században, míg az olajprés később, a 2. és 3. században működhetett. A villa lakórészében az akkoriban legkorszerűbbnek számító, légfűtéssel és medencékkel ellátott helyiségek voltak. A késő ókorban a villa használati módja megváltozott, majd valószínűleg az 5. – 6. században elpusztult. A feltárások során keresztény kultúra nyomaira is bukkantak. Az olajtermelés és a kerámia tárgyak előállítása e vidék virágzó gazdaságára és kereskedelmére utal.
Červar nagy gazdasági épületegyüttese a 18. – 19. században épült fel a Červar és a Sveti Martin öböl közötti legmagasabb ponton, a Červar-öbölben pedig két gazdasági rendeltetésű épület állt, melyek közül az egyik vendéglő volt. Ezen a helyen az 1970-es években elsősorban szezonális jelleggel új üdülőfalut építettek fel 6500 személy elhelyezésére. A nyaralóházak mellé szálloda és több kiszolgáló létesítmény, boltok, éttermek, valamint a Lunga-öbölben kikötő is épült, mely a vitorlások és motorcsónakok mellett kisebb hajók, jachtok befogadására is alkalmas volt. A falu a honvédő háború idején számos menekült elhelyezésére szolgált. Újabban egyre inkább elveszíti szezonális üdülőfalu jellegét és állandóan lakott településsé válik. 2011-ben 529 lakosa volt. Lakói a közeli Porečen dolgoznak, valamint turizmussal, vendéglátással foglalkoznak.

## Lakosság
| Lakosság változása | Lakosság változása | Lakosság változása | Lakosság változása | Lakosság változása | Lakosság változása | Lakosság változása | Lakosság változása | Lakosság változása | Lakosság változása | Lakosság változása | Lakosság változása | Lakosság változása | Lakosság változása | Lakosság változása | Lakosság változása |
| ------------------ | ------------------ | ------------------ | ------------------ | ------------------ | ------------------ | ------------------ | ------------------ | ------------------ | ------------------ | ------------------ | ------------------ | ------------------ | ------------------ | ------------------ | ------------------ |
| 1857               | 1869               | 1880               | 1890               | 1900               | 1910               | 1921               | 1931               | 1948               | 1953               | 1961               | 1971               | 1981               | 1991               | 2001               | 2011               |
| 0                  | 0                  | 0                  | 0                  | 0                  | 0                  | 0                  | 0                  | 0                  | 0                  | 0                  | 0                  | 0                  | 102                | 593                | 529                |